# Hoffsee
Der Hoffsee ist ein See bei Schwennenz im Landkreis Vorpommern-Greifswald in Mecklenburg-Vorpommern.
Das etwa 0,8 Hektar große Gewässer befindet sich im Gemeindegebiet von Grambow, 700 Meter südlich vom Ortszentrum in Schwennenz entfernt. Dem See wird über ein südlich liegendes Grabensystem unter anderem Wasser vom Mühlensee zugeführt. Über einen in seinem Verlauf teils verrohrten Graben besteht nach Norden ein Abfluss zur Randow. Die maximale Ausdehnung des Hoffsees beträgt etwa 150 mal 75 Meter.